# Yasodhara
Prinzessin Yasodharā war die Ehefrau des Prinzen Siddhartha, der als der Buddha und Gründer des Buddhismus bekannt wurde.

## Leben
Sie war die Tochter des Fürsten Suppabuddha und seiner Frau Pamita aus dem Stamm der Shakya. Im Alter von 16 Jahren wurde sie mit ihrem Cousin vermählt, dem gleichaltrigen Shakya-Prinzen Siddhartha. Im Alter von 29 Jahren gebar Yasodharā den gemeinsamen Sohn Rāhula, den sie im Palast des Fürsten Suddhodana als neuen Thronfolger aufzog, nachdem Siddhartha seine Frau und den väterlichen Palast verlassen hatte, um als Wanderasket zu leben.
Viele Jahre später, als Siddhartha zum Buddha geworden war, trat sie gemeinsam mit ihrer Schwiegermutter Mahapajapati Gotami, der Ziehmutter Siddharthas, als Nonne in den Orden des Buddha ein und wurde schließlich zur Arhat.

## Legenden
Viele Legenden ranken sich um die Gestalt Yasodharas. Eine davon ist eine Begegnung in einem früheren Leben im Zeitalter des Buddha Dipamkara, in dem sie als vornehme Frau mit dem Namen Sumitra dem Asketen Sumedha begegnete und spontan gelobte, ihm bei allen künftigen Wiedergeburten eine unterstützende Gemahlin zu sein, bis er die Buddhaschaft erlangen würde. Im Candakinnara Jataka fing sie mit ihrem Körper einen Pfeil ab, der den Bodhisattva, der einmal der Buddha Shakyamuni werden sollte, zu treffen drohte.